# Kyjatice
Kyjatice (hongrois : Kiéte) est un village de Slovaquie situé dans la région de Banská Bystrica.

## Histoire
La première mention écrite du village date de 1413.

## Démographie

### Évolution de la population
| Année:               | 1994. | 2004.    | 2014.   | 2024.   |
| -------------------- | ----- | -------- | ------- | ------- |
| Nombre de personnes: | 101   | 82       | 76      | 71      |
| Différence:          |       | -18,81 % | -7,31 % | -6,57 % |

| Année:               | 2023. | 2024.   |
| -------------------- | ----- | ------- |
| Nombre de personnes: | 68    | 71      |
| Différence:          |       | +4,41 % |